# Fredia tchahbaharia
Fredia tchahbaharia är en fjärilsart som beskrevs av Hans Georg Amsel 1961. Fredia tchahbaharia ingår i släktet Fredia och familjen Crambidae. Inga underarter finns listade i Catalogue of Life.